# 埃德蒙·C·林奇
埃德蒙·卡尔弗特·林奇（1885年5月19日—1938年5月12日）和他的朋友查尔斯·E·美林于1915年10月15日成立了美林证券（Merrill Lynch）。

## 早年生活
埃德蒙·林奇1885年5月19日出生在马里兰州巴尔的摩市，理查德·H·林奇和珍妮·弗农·史密斯·林奇的儿子。 埃德蒙·卡尔弗特·林奇（Edmund Calvert Lynch）加入了在巴尔的摩的马里兰州男子拉丁学校，并于1907年毕业于约翰·霍普金斯大学。